# Persone di cognome Cunningham
| Questa pagina contiene informazioni ricavate automaticamente dalle voci biografiche con l'ausilio del template Bio e di un bot. L'aggiornamento è periodico e automatico e ricostruisce completamente la pagina. Se manca una persona in questa lista, sei pregato di non aggiungerla, ma accertati piuttosto che la sua voce biografica contenga il template Bio e che i dati anagrafici siano correttamente compilati. Se il template Bio manca, inseriscilo tu stesso o, in alternativa, metti l'avviso {{tmp\|Bio}} che ne segnala la mancanza. Se i dati riportati sono sbagliati, correggi direttamente la voce biografica; le modifiche saranno visibili in questa lista entro pochi giorni. Per chiarimenti vedi il progetto antroponimi. La lista contiene solo le 65 persone che sono citate nell'enciclopedia e per le quali è stato implementato correttamente il template Bio. Pagina aggiornata al 21 gen 2025. |

Questa è una lista di persone presenti nell'enciclopedia che hanno il cognome Cunningham, suddivise per attività principale.

## Allenatori di calcio(1)
- Willie Cunningham, allenatore di calcio e calciatore nordirlandese (Mallusk, n. 1930 - † 2007)

## Altiste(1)
- Vashti Cunningham, altista statunitense (Las Vegas, n. 1998)

## Archeologi(1)
- Alexander Cunningham, archeologo e numismatico britannico (Londra, n. 1814 - Londra, † 1893)

## Astronauti(1)
- Walter Cunningham, astronauta statunitense (Creston, n. 1932 - Houston, † 2023)

## Astronomi(1)
- Leland Erskin Cunningham, astronomo statunitense (Wiscasset, n. 1904 - Richmond, † 1989)

## Attori(2)
- Colin Cunningham, attore statunitense (Los Angeles, n. 1966)
- Liam Cunningham, attore irlandese (Dublino, n. 1961)

## Attrici(1)
- Beryl Cunningham, attrice, cantante e conduttrice televisiva giamaicana (Montego Bay, n. 1946 - Borbona, † 2020)

## Avvocati(1)
- Timothy Cunningham, avvocato britannico († 1789)

## Banchiere(1)
- Stacey Cunningham, banchiera statunitense (n. 1974)

## Batteristi(1)
- Abe Cunningham, batterista statunitense (Long Beach, n. 1973)

## Bobbisti(1)
- Nick Cunningham, bobbista statunitense (San Jose, n. 1985)

## Botanici(1)
- Allan Cunningham, botanico e esploratore inglese (Wimbledon, n. 1791 - Sydney, † 1839)

## Calciatori(7)
- Laurie Cunningham, calciatore inglese (Londra, n. 1956 - Madrid, † 1989)
- Andy Cunningham, calciatore e allenatore di calcio scozzese (Galston, n. 1891 - Glasgow, † 1973)
- Tony Cunningham, ex calciatore giamaicano (Kingston, n. 1957)
- Greg Cunningham, calciatore irlandese (Carnmore, n. 1991)
- Jeff Cunningham, ex calciatore giamaicano (Montego Bay, n. 1976)
- Kenny Cunningham, ex calciatore irlandese (Dublino, n. 1971)
- Kenny Cunningham, ex calciatore costaricano (San José, n. 1985)

## Cestiste(4)
- Davalyn Cunningham, ex cestista statunitense (Clinton, n. 1980)
- Mara Cunningham, ex cestista statunitense (Appleton, n. 1973)
- Sophie Cunningham, cestista statunitense (Columbia, n. 1996)
- Vicki Cunningham, ex cestista neozelandese (Christchurch, n. 1961)

## Cestisti(8)
- Billy Cunningham, ex cestista e allenatore di pallacanestro statunitense (Brooklyn, n. 1943)
- Pete Cunningham, ex cestista statunitense (Chicago, n. 1942)
- Cade Cunningham, cestista statunitense (Arlington, n. 2001)
- Dante Cunningham, cestista statunitense (Clinton, n. 1987)
- Dick Cunningham, ex cestista statunitense (Canton, n. 1946)
- Jared Cunningham, cestista statunitense (Oakland, n. 1991)
- Sean Cunningham, ex cestista statunitense (Los Angeles, n. 1986)
- William Cunningham, ex cestista statunitense (Augusta, n. 1974)

## Danzatori(1)
- Merce Cunningham, danzatore e coreografo statunitense (Centralia, n. 1919 - New York, † 2009)

## Disc jockey(1)
- Actress, disc jockey e musicista inglese (Wolverhampton, n. 1979)

## Economisti(1)
- William Cunningham, economista inglese (Edimburgo, n. 1849 - Cambridge, † 1919)

## Fotografe(1)
- Imogen Cunningham, fotografa statunitense (Portland, n. 1883 - San Francisco, † 1976)

## Fumettisti(1)
- Lowell Cunningham, fumettista e scrittore statunitense (Franklin, n. 1959)

## Generali(1)
- Alan Cunningham, generale britannico (Dublino, n. 1887 - Royal Tunbridge Wells, † 1983)

## Ginnasti(1)
- Dominick Cunningham, ginnasta britannico (Birmingham, n. 1995)

## Giocatori di football americano(6)
- Cookie Cunningham, giocatore di football americano, cestista e allenatore di pallacanestro statunitense (Mount Vernon, n. 1905 - Leesburg, † 1995)
- T.J. Cunningham, giocatore di football americano statunitense (Aurora, n. 1972 - Parker, † 2019)
- Jermaine Cunningham, giocatore di football americano statunitense (New York, n. 1988)
- Justice Cunningham, giocatore di football americano statunitense (Pageland, n. 1991)
- Randall Cunningham, ex giocatore di football americano statunitense (Santa Barbara, n. 1963)
- Zach Cunningham, giocatore di football americano statunitense (Pinson, n. 1994)

## Giocatori di poker(1)
- Allen Cunningham, giocatore di poker statunitense (Riverside, n. 1977)

## Hockeisti su ghiaccio(1)
- Les Cunningham, hockeista su ghiaccio e allenatore di hockey su ghiaccio canadese (Calgary, n. 1913 - Calgary, † 1993)

## Informatici(1)
- Ward Cunningham, programmatore statunitense (Michigan City, n. 1949)

## Medici(1)
- George Cunningham, medico, odontoiatra e esperantista britannico (Edimburgo, n. 1852 - Londra, † 1919)

## Mezzofondisti(1)
- Glenn Cunningham, mezzofondista statunitense (Atlanta, n. 1909 - Menifee, † 1988)

## Musicisti(1)
- Tommy Cunningham, musicista, compositore e cantante scozzese (Glasgow, n. 1964)

## Nobildonne(1)
- Ann Cunningham, nobildonna scozzese († 1649)

## Ostacoliste(1)
- Gabriele Cunningham, ostacolista statunitense (Charlotte, n. 1998)

## Ostacolisti(1)
- Trey Cunningham, ostacolista statunitense (n. 1998)

## Politici(1)
- Joe Cunningham, politico statunitense (Kuttawa, n. 1982)

## Registi(2)
- Chris Cunningham, regista inglese (Reading, n. 1970)
- Sean S. Cunningham, regista, produttore cinematografico e sceneggiatore statunitense (New York, n. 1941)

## Rugbisti a 15(1)
- Jarrod Cunningham, rugbista a 15 neozelandese (Hastings, n. 1968 - Havelock North, † 2007)

## Saggisti(1)
- Scott Cunningham, saggista statunitense (Royal Oak, n. 1956 - † 1993)

## Sciatrici alpine(1)
- Haley Cunningham, sciatrice alpina canadese (n. 2001)

## Scrittori(2)
- Allan Cunningham, scrittore e giornalista scozzese (Keir, n. 1784 - Londra, † 1842)
- Michael Cunningham, scrittore e sceneggiatore statunitense (Cincinnati, n. 1952)

## Tenniste(1)
- Carrie Cunningham, ex tennista statunitense (n. 1972)

## Tennisti(1)
- Joe Cunningham, tennista statunitense (Aberdeen, n. 1867 - Temple, † 1951)

## Teologi(1)
- William Cunningham, teologo scozzese (Hamilton, n. 1805 - Edimburgo, † 1861)